# 하남초등학교 (부산)
하남초등학교는 대한민국 부산광역시 사하구에 있는 초등학교다.

## 학교 연혁
- 1993년 2월 20일 하남국민학교 인가
- 1993년 3월 1일 초대 허상범 교장 취임
- 1994년 2월 17일 제1회 졸업식(397명)
- 2025년 축구 1차전 신평 VS 하남 승리
- 2025년 축구 2차전 사남 VS 하남 승리
- 2025년 6월 28일 토요일 3차전 대기중